# Orasema argentina
Orasema argentina är en stekelart som beskrevs av Gemignani 1933. Orasema argentina ingår i släktet Orasema och familjen Eucharitidae. Inga underarter finns listade i Catalogue of Life.